# منى حوا (فنانة)
منى حوا (23 فبراير 1989- ) ممثلة وموسيقية فلسطينيَّة من الداخل المحتل، حائزة على جائزة أوفير لأفضل ممثلة مساعدة عن دورها في فيلم بر بحر للمخرجة ميسلون حمود.

## سيرتها
ولدت منى حوا في حيفا عام 1989، تخصصت في مجال الاتصالات في مدرسة راهبات الناصرة، إلى جانب دراسة الموسيقى الكلاسيكية في المعهد الموسيقي في حيفا. وفي عام 2008، اشتهرت عندما شاركت في أداء النسخة العربية من أغنية الصديق العربي، والتي كانت في حد ذاتها بمثابة نسخة غلاف (أغنية مقلدة) لفرقة باجو داجو لأغنية أميركان بوي [الإنجليزية]. في عام 2012 تخرجت من مدرسة بيت تسفي للتمثيل.

## حياتها الفنية
لعبت حوا العديد من الأدوار البطولية في الأفلام والمسلسلات ومنها:
- لعبت دور صغير كعروس في فيلم "زيتون" للمخرج عيران ريكليس والذي لعب فيه الممثل الأمريكي ستيفن دورف دور البطولة عام 2012.
- شاركت في فيلم عمر للمخرج هاني أبو أسعد، والذي رشح لجائزة الأوسكار لأفضل فيلم أجنبي عام 2013.
- دور البطولة في المسلسل الكوميدي للقناة الإسرائيلية الأولى من أعطاك ترخيصًا؟ عام 2014.
- شاركت في المسلسل الدرامي "اموت لحظة" بدور رانيا أخت أسماء ( ميساء عبد الهادي ) عام 2014.
- شاركت في مسلسل فوضى في دور أمل حامد، خطيبة بشير الأخ الأصغر لأبو أحمد، عام 2015.
- شاركت في فيلم بر وبحر في دور المحامية ليلى عام 2016.
- شاركت في فيلم بين السماء والأرض للمخرجة نجوى النجار عام 2019.
- دبلجة فيلم الرسوم المتحركة النرويجي البرج، والذي تدور أحداثه في مخيم برج البراجنة للاجئين في بيروت. وتم ترشيحه لجائزة لوميير لأفضل فيلم رسوم متحركة لعام 2020.
- دور البطولة في فيلم عطلة نهاية الأسبوع في غزة للمخرج باسل خليل عام 2022.
- شاركت في فيلم بيت في القدس، ولعبت دور البطولة في فيلم الدراما الأردني إن شاء الله ولد للمخرج أمجد الرشيد

## روابط خارجية
- منى حوا على موقع IMDb (الإنجليزية)
- منى حوا على موقع قاعدة بيانات الأفلام العربية